# Лени Шумникова
Лени Шумникова (на английски: Leni Loud) е анимационна героиня и е една от главните персонажи в анимационния сериал „Къщата на Шумникови“ по Nickelodeon, създадена от Крис Севино. Тя е второто дете в семейство Шумникови и е една от по-големите сестри на Линкълн. Тя се интересува от мода. Героинята е озвучена в оригинал от Лиляна Муми, изиграна е от Дора Долфин в „Коледа с Шумникови“ и „Истинските Шумникови“, а в българския дублаж е озвучена от Августина-Калина Петкова и Далия Георгиева.